# Kuta Tengah (Penanggalan)
Kuta Tengah is een bestuurslaag in het regentschap Subulussalam van de provincie Atjeh, Indonesië. Kuta Tengah telt 182 inwoners (volkstelling 2010).